# Gonhal, Raichur
Gonhal là một làng thuộc tehsil Raichur, huyện Raichur, bang Karnataka, Ấn Độ.